# Aldzulup Octzén
Aldzulup Octzén är en ort i Mexiko.   Den ligger i kommunen Tancanhuitz och delstaten San Luis Potosí, i den centrala delen av landet, 250 km norr om huvudstaden Mexico City. Aldzulup Octzén ligger 54 meter över havet och antalet invånare är 299.
Terrängen runt Aldzulup Octzén är kuperad åt sydväst, men åt nordost är den platt. Runt Aldzulup Octzén är det ganska tätbefolkat, med 120 invånare per kvadratkilometer. Närmaste större samhälle är Tanute, 3,8 km sydväst om Aldzulup Octzén. Omgivningarna runt Aldzulup Octzén är en mosaik av jordbruksmark och naturlig växtlighet.